# Tinto
Tinto est une localité du Cameroun située dans la région du Sud-Ouest et le département du Manyu. C'est le chef-lieu de l'arrondissement (subdivision) d'Upper Bayang.

## Géographie
La commune s'étend sur une partie orientale du département de la Manyu, elle est limitrophe de huit communes camerounaises.
| Mamfé | Widikum-Boffe | Batibo, Wabane |
| Mamfé | Tinto         | Alou           |
|       | Nguti         | Fontem         |

## Histoire
La commune de Tinto ((en): Tinto Council) est créée en 1995 par démembrement de la commune de Mamfé.

## Population
Lors du recensement de 2005, Tinto Town comptait 2 046 habitants.